# Combatente ilegal

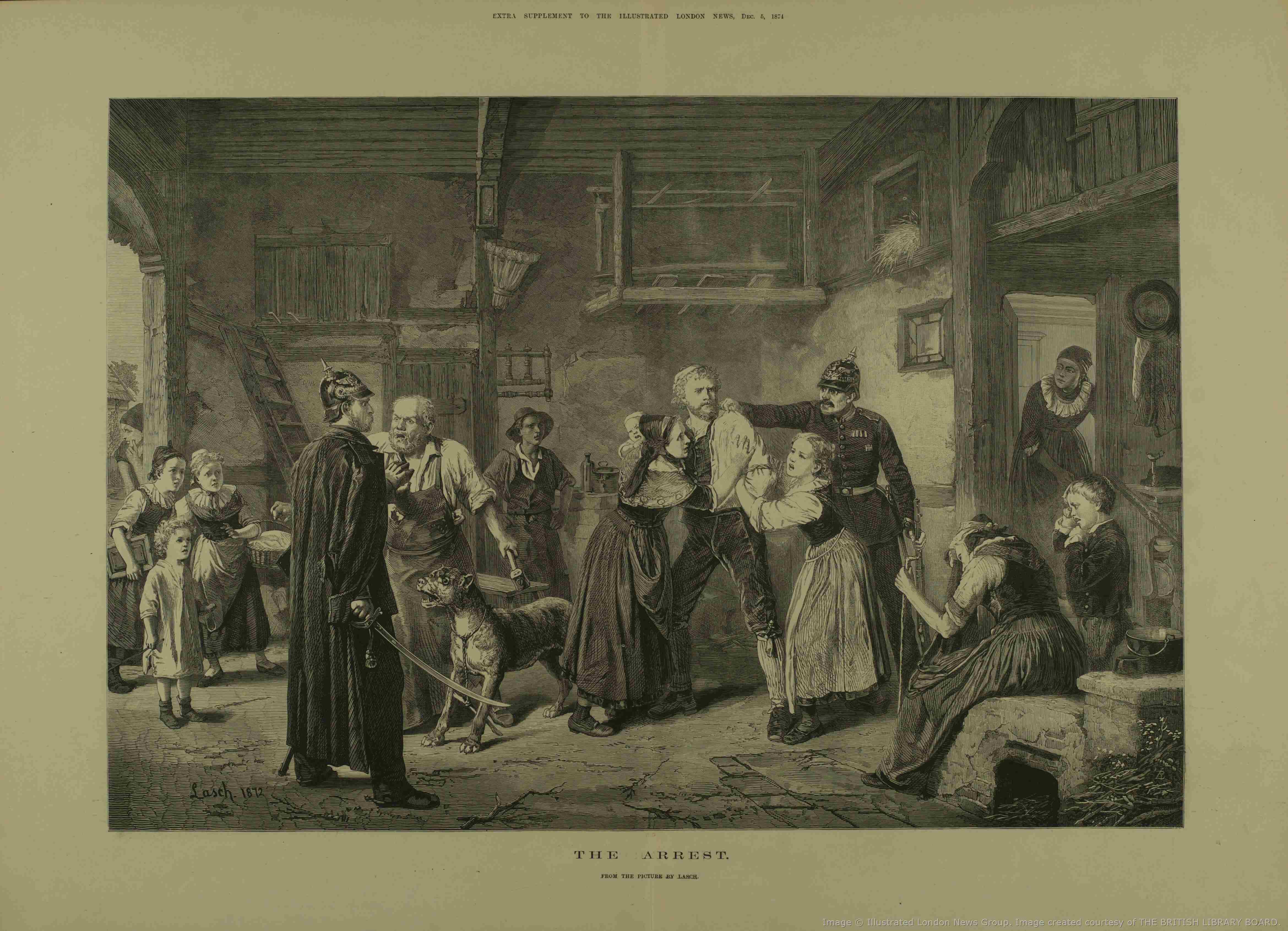
Captura de um franco-tireur por Carl Johann Lasch

Um combatente ou beligerante ilegal é uma pessoa que se envolve diretamente em conflitos armados, violando os direitos de guerra e, portanto, é alegada não ser protegida pelas Convenções de Genebra. O Comitê Internacional da Cruz Vermelha ressalta que os termos "combatente ilegal" ou "combatente/beligerante desprivilegiado" não estão definidos em nenhum acordo internacional.  Embora o conceito de combatente ilegal esteja incluído na Terceira Convenção de Genebra, a frase em si não aparece no documento.  O artigo 4 da Terceira Convenção de Genebra descreve as categorias sob as quais uma pessoa pode ter direito ao status de prisioneiro de guerra. Existem outros tratados internacionais que negam o status de combatente legal para mercenários e crianças.
As Convenções de Genebra aplicam-se em guerras entre dois ou mais Estados soberanos. Eles não reconhecem qualquer status de legalidade para combatentes em conflitos que não envolvam dois ou mais Estados-nação, como durante guerras civis entre forças do governo e insurgentes. Um Estado em tal conflito está legalmente obrigado apenas a observar o artigo 3.º comum das Convenções de Genebra. Todas as partes são totalmente livres para aplicar ou não qualquer um dos artigos restantes das Convenções. O artigo 5 da Terceira Convenção de Genebra afirma que o estatuto dos detidos cujo estatuto de combatente é duvidoso deve ser determinado por um "tribunal competente". Até lá, eles devem ser tratados como prisioneiros de guerra. Após um "tribunal competente" determinar que um indivíduo não é um combatente legal, a "potência detentora" pode optar por conceder ou não ao indivíduo os direitos e privilégios de um prisioneiro de guerra, conforme descrito na Terceira Convenção de Genebra, mas não é obrigada a fazer isso. Um indivíduo que não é um combatente legal, que não é nacional de um Estado neutro e que não é nacional de um  Estado cobeligerante, mantém direitos e privilégios sob a Quarta Convenção de Genebra e deve ser "tratado com humanidade e, em caso de julgamento, não será privado do direito a um julgamento justo [en]”.
Nos Estados Unidos, a Military Commissions Act de 2006 codificou a definição legal deste termo e concedeu ao presidente dos Estados Unidos amplo poder discricionário para determinar se uma pessoa pode ser designada como combatente inimigo ilegal sob a lei dos Estados Unidos.
A suposição de que o status de combatente ilegal existe como uma categoria separada para combatente legal e para civil é contrariada pelas conclusões do Tribunal Penal Internacional para a ex-Iugoslávia no julgamento Celebici. O julgamento citou o comentário de 1958 do Comitê Internacional da Cruz Vermelha (CICV) sobre a Quarta Convenção de Genebra: "Toda pessoa em mãos inimigas deve ser ou um prisioneiro de guerra e, como tal, estar coberto pela Terceira Convenção; ou um civil coberto pela Quarta Convenção. Não há status intermediário; ninguém em mãos inimigas pode estar fora da lei". Assim, qualquer pessoa que não tenha direito ao status de prisioneiro de guerra mantém os mesmos direitos que um civil e deve ser processada sob a lei interna. Nenhum dos estatutos existe em conflitos não internacionais, com todas as partes igualmente protegidas sob o direito internacional humanitário.

## Status dos combatentes
De acordo com o direito internacional humanitário (também conhecido como regras de conflito armado), os combatentes podem ser classificados em uma de duas categorias: legais e ilegais (também combatentes privilegiados ou não privilegiados). Nesse sentido, legal significa a retenção do status de prisioneiro de guerra e a impunidade pela conduta anterior à captura. Assim, combatentes que tenham violado certos termos do direito internacional humanitário podem perder seu status e tornar-se combatentes ilegais, seja ipso iure (simplesmente por ter cometido o ato) ou por decisão de um tribunal competente. É importante notar que nos tratados pertinentes, a distinção entre legais e ilegais não é feita textualmente; o direito internacional usa o termo combatente exclusivamente no sentido do que aqui se denomina "combatente legal".
Se houver alguma dúvida sobre se a pessoa se beneficia do status de "combatente", ela deve ser mantida como prisioneiro de guerra até que tenha enfrentado um "tribunal competente" (artigo 5 da Terceira Convenção de Genebra (CG III) para decidir a questão.

### Combatentes legais
As seguintes categorias de combatentes se qualificam para o status de prisioneiro de guerra na captura:
1. Membros das forças armadas de uma Parte em conflito, bem como membros de milícias ou corpos de voluntários que façam parte dessas forças armadas.
2. Membros de outras milícias e membros de outros corpos voluntários, incluindo os de movimentos de resistência organizados, pertencentes a uma parte no conflito e que operem dentro ou fora do seu próprio território, mesmo que este esteja ocupado, desde que preencham as seguintes condições:
  - a de ser comandado por uma pessoa responsável por seus subordinados;
  - a de ter um sinal distintivo fixo reconhecível à distância;
  - a de portar armas abertamente;
  - a de conduzir suas operações de acordo com as leis e costumes da guerra.
3. Membros das forças armadas regulares que professam lealdade a um governo ou autoridade não reconhecida pela Potência detentora.
4. Habitantes de um território não ocupado, que, à aproximação do inimigo, pegam espontaneamente em armas para resistir às forças invasoras, sem terem tido tempo de formar unidades armadas regulares, desde que carreguem as armas abertamente e respeitem as leis e costumes da guerra; muitas vezes apelidado de levée após o recrutamento em massa durante a Revolução Francesa.

Para os países que assinaram o "Protocolo Adicional às Convenções de Genebra de 12 de agosto de 1949, e relativo à Proteção das Vítimas de Conflitos Armados Internacionais" (Protocolo I), os combatentes que não usam uma marca distintiva ainda se qualificam como prisioneiros de guerra se eles carregarem armas abertamente durante os combates militares e enquanto visíveis para o inimigo quando eles estão se mobilizando para conduzir um ataque contra eles.

### Combatentes ilegais
Existem vários tipos de combatentes que não se qualificam como combatentes legais:
- Combatentes que de outra forma seriam legais, mas violaram as leis e costumes da guerra (por exemplo, fingir rendição ou ferimento ou matar combatentes inimigos que se renderam). A perda de privilégios nesse caso só ocorre com a condenação, ou seja, após um tribunal competente ter determinado a ilegalidade da conduta em um julgamento justo.
- Os combatentes que são capturados sem os requisitos mínimos para se distinguirem da população civil, ou seja, portando armas abertamente durante os confrontos militares e o deslocamento imediatamente anterior, perdem seu direito ao status de prisioneiro de guerra sem julgamento nos termos do artigo 44 (3) do Protocolo Adicional I.
- Espiões, ou seja, pessoas que coletam informações clandestinamente no território do beligerante oponente. Os membros das forças armadas que realizam reconhecimento ou operações especiais atrás das linhas inimigas não são considerados espiões desde que usem o uniforme.
- Mercenários,[7] crianças-soldados e civis que participam diretamente do combate e não se enquadram em uma das categorias listadas na seção anterior.[8][9]

A maioria dos combatentes ilegais que não se qualificam para proteção sob a Terceira Convenção de Genebra o fazem sob a Quarta Convenção de Genebra (GCIV), que diz respeito a civis, até que tenham tido um "julgamento justo". Se forem considerados culpados em um julgamento, eles podem ser punidos de acordo com as leis civis da potência detentora.